# Таллинская еврейская школа
Таллинская Еврейская школа — среднее учебное заведение в Эстонии, единственная еврейская школа в стране. Одно из старейших национальных учебных заведений в Эстонии, отметившее в 2024 году свой 100-летний юбилей.
Адрес школы: улица Кару 16, Таллин. Школа входит в так называемый «Еврейский комплекс Таллина» или «Еврейский центр Таллина»: рядом со школой находится Таллинская синагога и община.

## История
- 3 февраля 1924 г. — открытие Таллинской Еврейской гимназии
- 1940—1990 г. — школа закрыта
- 1 сентября 1990 г. — открытие восстановленной Таллинской Еврейской школы
- По данным школы на 2021 год в школе насчитывается 412 учащихся и 51 учителя.
- С 2020/2021 учебного года на базе Таллинской Еврейской школы открыто новое учебное направление и набран первый класс. В новом подразделении обучение ведется полностью на эстонском языке и по учебной программе эстонских школ.

На освящении школы, которое состоялось 3 февраля 1924 года, присутствовали глава Эстонского государства Константин Пятс, министр просвещения и мэр города.
После присоединения Эстонской Республики к Советскому Союзу, в 1940 году, на базе школы создали 7 начальную школу и 13 среднюю, где языком обучения был идиш. 20 сентября 1941 года нацистские власти объявили об официальном закрытии школы.

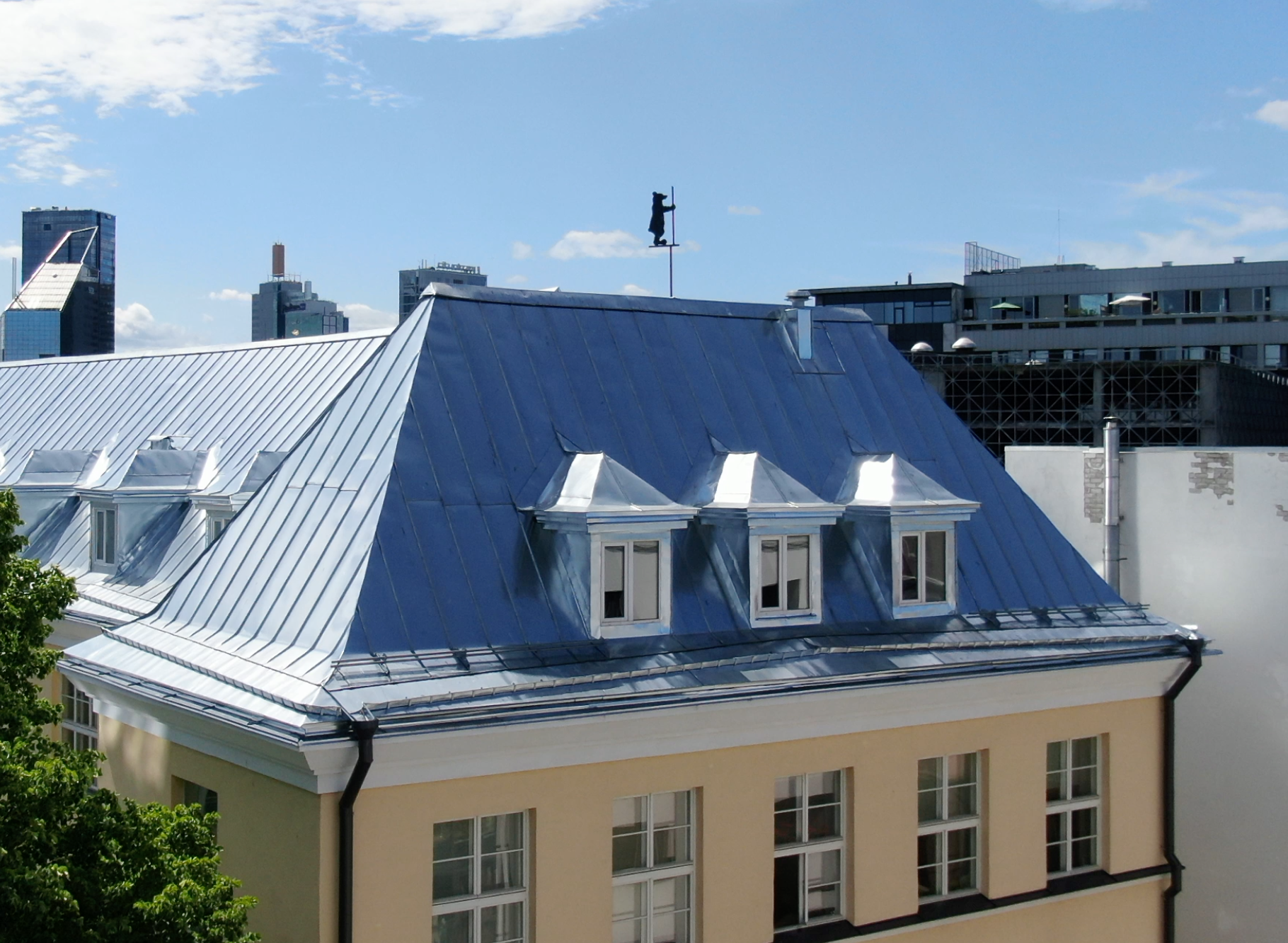
Флюгер на крыше Таллинской Еврейской Школы.

## Информация о школе
ТЕШ с 2006/2007 учебного года работает в одну смену.
- Продолжительность урока — 45 минут, начало занятий в 8.15.
- Число учебных дней — 175.
- Классы с 1-го по 12-й.
- В школе создано ученическое самоуправление.
- Работает группа продленного дня.
- Языки обучения — русский и эстонский.

## Директора школы
- 1924—1940 г. — Самуэль Гурин
- 1990—1993 г. — Авивия Глуховская
- 1993—2009 г. — Михаил Бейлинсон[эст.]
- сентябрь 2009 — ноябрь 2009 гг. — Самуэль Голомб
- 2010 — 2023 г. — Игорь Лирисман

## Внеклассная Работа
В школе ведётся много внеклассной работы:
- Еженедельные уроки Шаббат
- Ритмика
- Фото-видео кружок
- Издаётся школьная газета «Римон», где молодежные журналисты рассказывают о событиях Эстонии и Таллинна. Газета выпускается в единичном бумажном экземпляре и распространяется в социальных сетях
- Функционирует ученический совет, члены которого организуют мероприятия в школе, ведут социальные сети, а также представляют интересы учеников при взаимодействии с администрацией